# Schleglerschloss

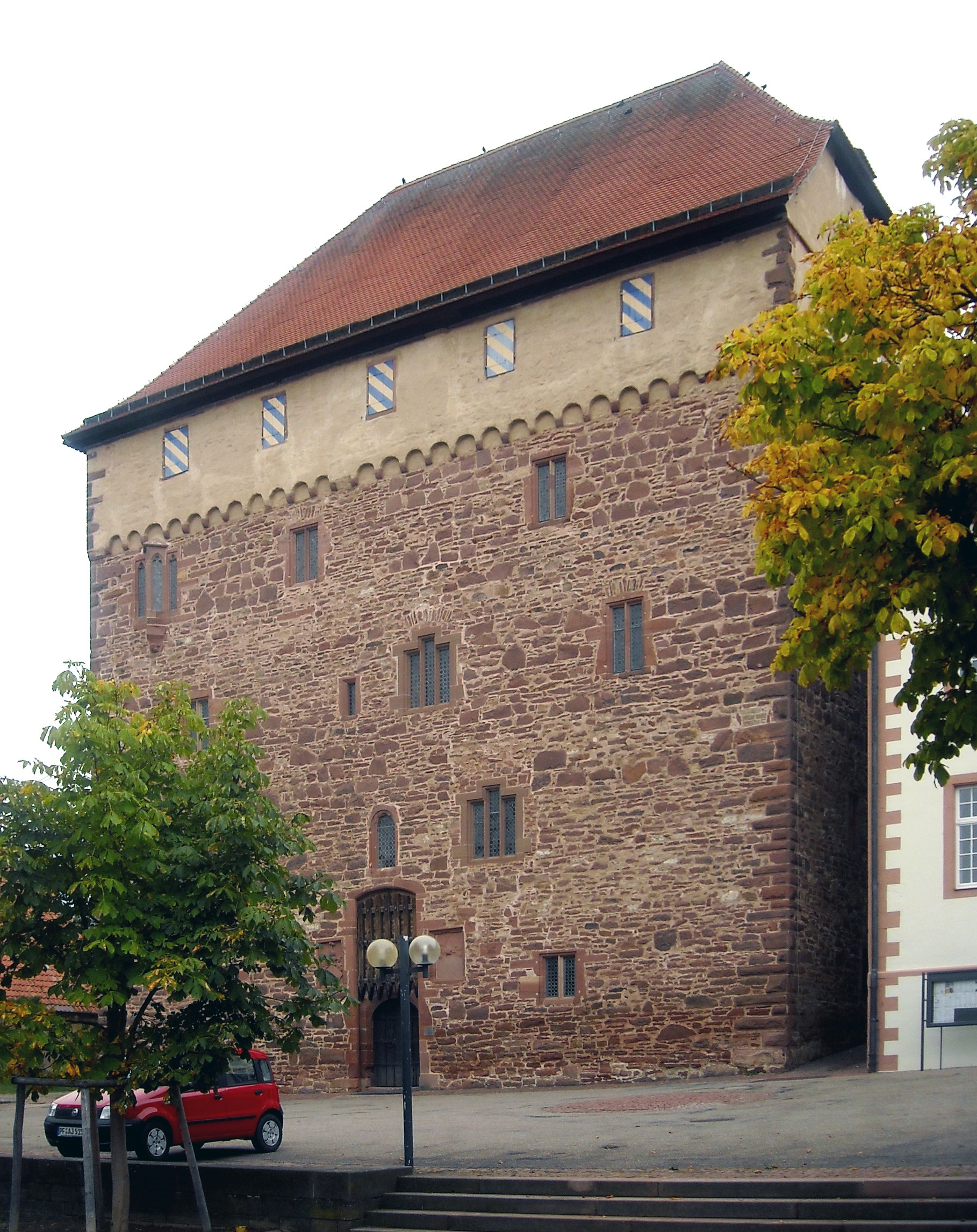
Schleglerschloss

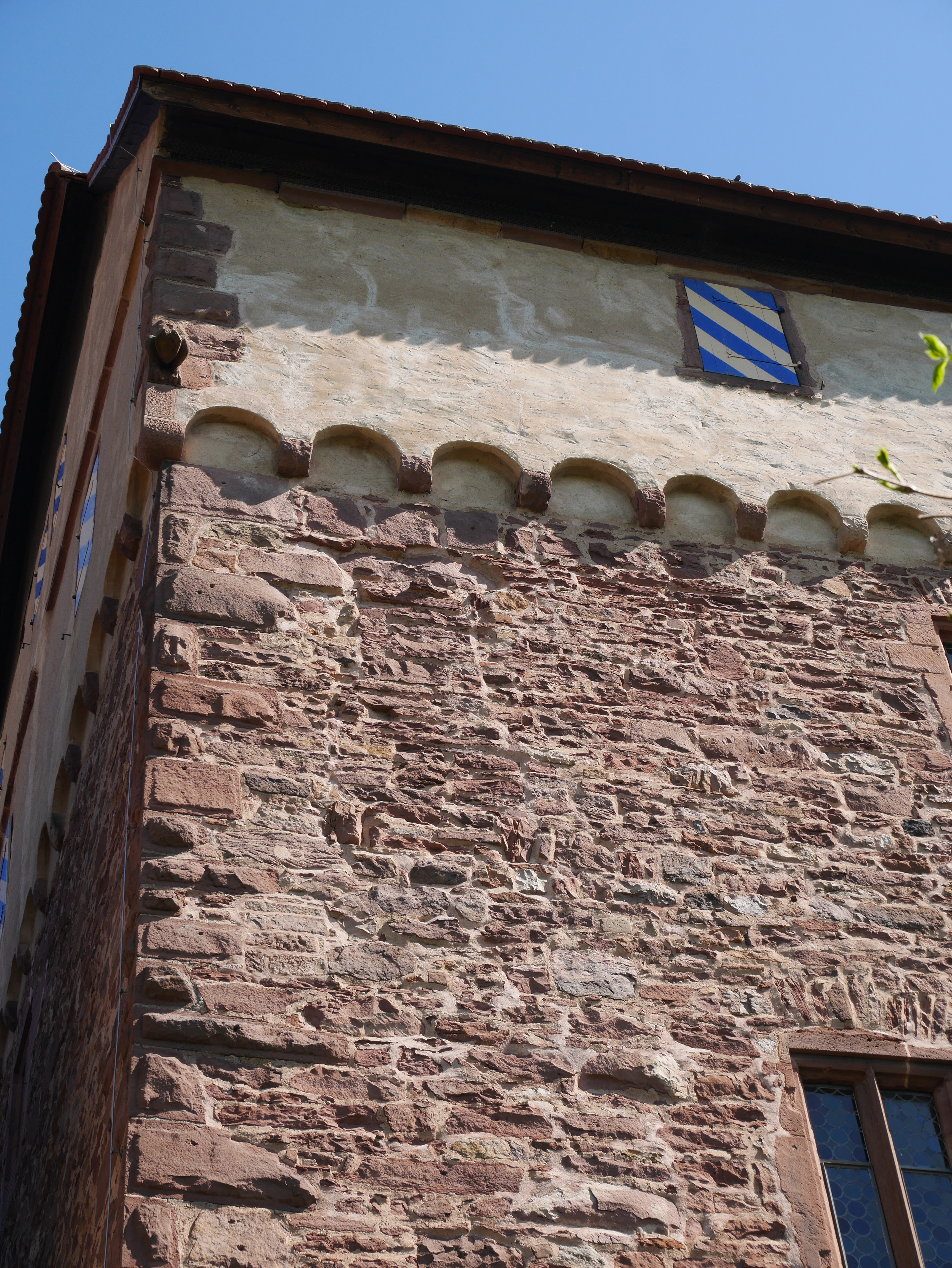
Detail Rückseite Figur Krallen

Das Schleglerschloss, auch als Steinhaus oder Schleglerkasten bezeichnet, liegt in der Ortsmitte der Stadt Heimsheim im Enzkreis in Baden-Württemberg. Das Schloss befindet sich im Besitz des Landes Baden-Württemberg und ist an die Stadt vermietet. Das Gebäude wird als Vereins- und Bürgerhaus genutzt.

## Geschichte
Das Schloss wurde um 1415 erbaut. Untersuchungen der Holzeinbauten ergab, dass die Bäume 1413 gefällt wurden. Der Bau fiel mit dem Tod Dietrichs von Gemmingen 1414 zusammen, der 1407 den Jakob von Stein gehörenden Teil Heimsheims kaufte. Dietrich von Gemmingens Sohn Diether von Gemmingen († vor 1428) erhielt nach der Teilung 1425 die Hälfte des Ortes und wird als Erbauer des Schlosses angenommen. Neben dem Tor befinden sich Wappen in der Kombination Gemmingen-Selbach. Diether von Gemmingen war mit Anna von Selbach verheiratet.
Das Gebäude wurde als Wehrburg errichtet. Bereits 1578 erfolgte ein Umbau des Gebäudes zum Fruchtkasten, wobei die wehrhaften Elemente verschwanden. Nach 1715 erfolgte ein weiterer Umbau. Die letzte Renovierung fand von 1985 bis 1995 statt.

### Namensgebung
Der Name Schleglerschloss leitet sich vom Schleglerbund ab. Die archäologischen Untersuchungen 1986 und 1987 ergaben jedoch keinen Bezug, da der Bund sich bereits 1396 aufgelöst hatte und damit das Schloss nicht dessen Sitz gewesen sein kann.

## Gebäude

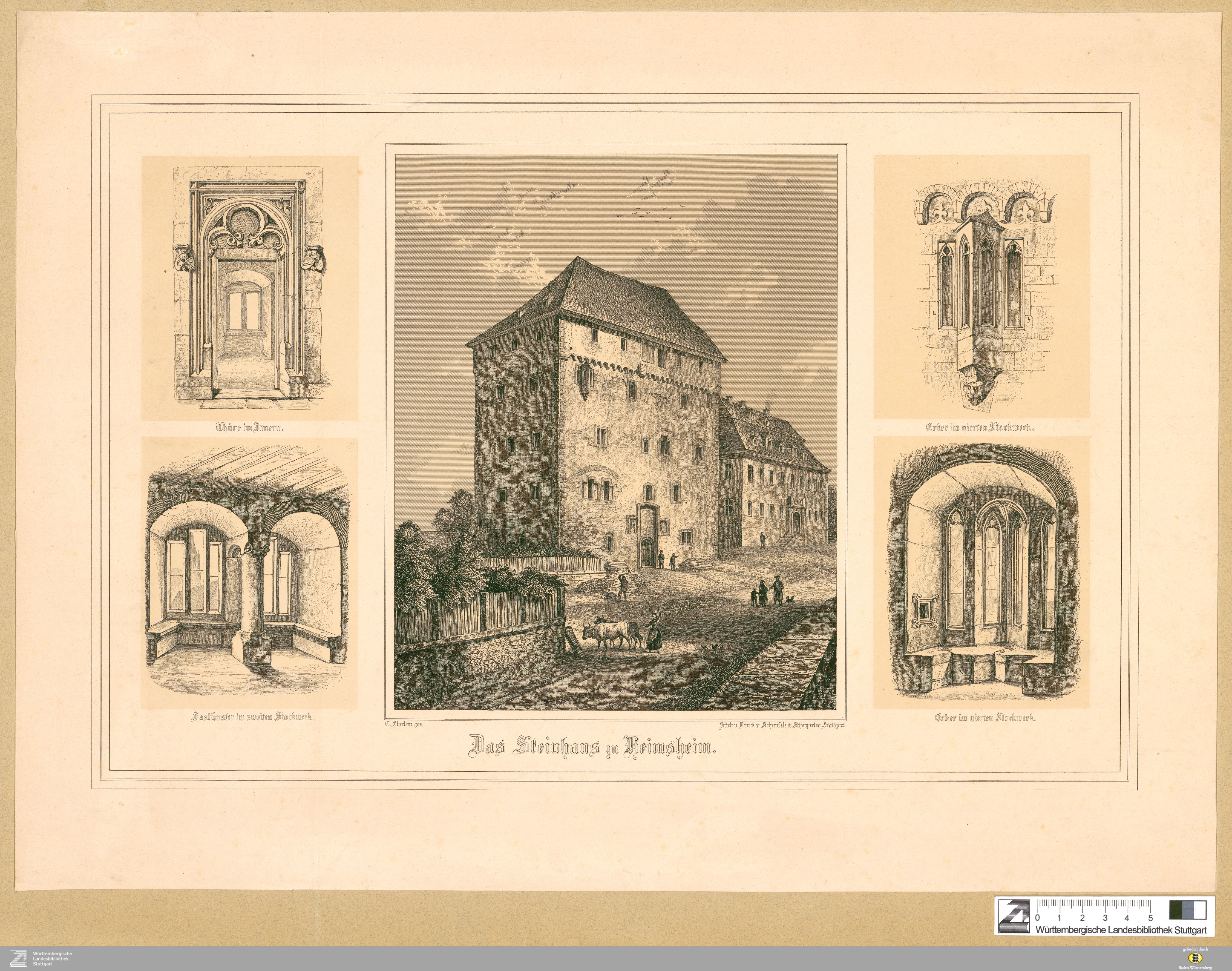
Steinhaus zu Heimsheim ca. 1850 mit romanischem Fenstererker

Das Schloss wurde mit der Rückseite auf die Stadtmauer aufgesetzt. Die historische Aufteilung sah im Erdgeschoss Ställe, Küche und Lagerräume vor. Im ersten Obergeschoss befanden sich ursprünglich das Arbeits- und Empfangszimmer, heute befindet sich dort der Rittersaal. Im zweiten und dritten Obergeschoss waren Schlafräume eingerichtet. Dort finden sich heute ein Festsaal und ein Vereinssaal. Die Verteidigung des Gebäudes wurde aus dem vierten Obergeschoss gewährleistet. Drei weitere Geschosse befinden sich im Dach.